# Бенавенте (Іспанія)
Бенавенте (ісп. Benavente) — муніципалітет в Іспанії, у складі автономної спільноти Кастилія-і-Леон, у провінції Самора. Населення — 19 100 осіб (2010).
Муніципалітет розташований на відстані близько 240 км на північний захід від Мадрида, 55 км на північ від Самори.

## Демографія
Динаміка населення (INE ):

## Галерея

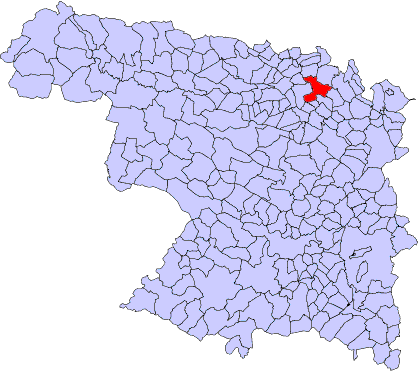
Розташування муніципалітету Бенавенте у провінції Самора
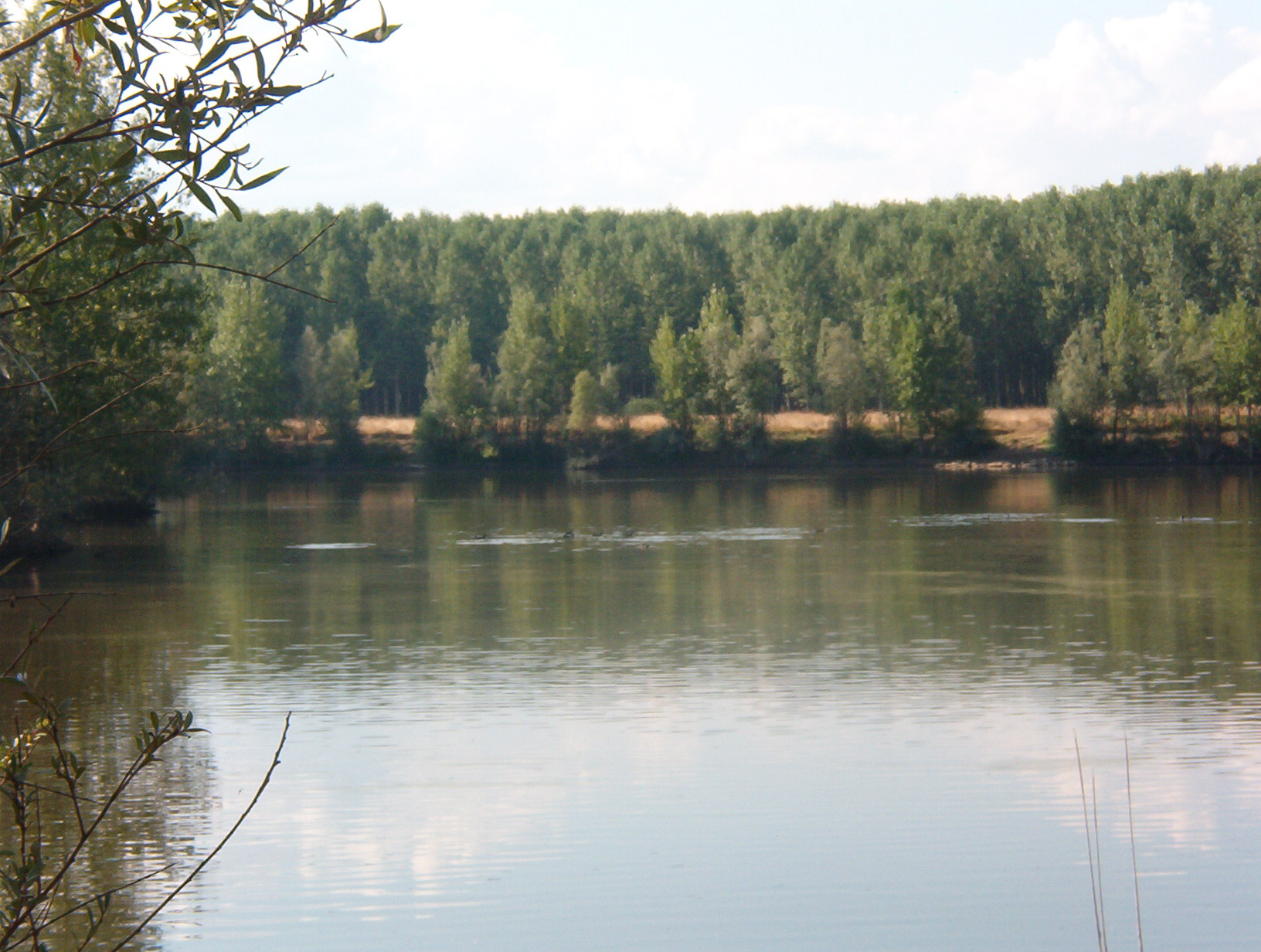
Річка Есла
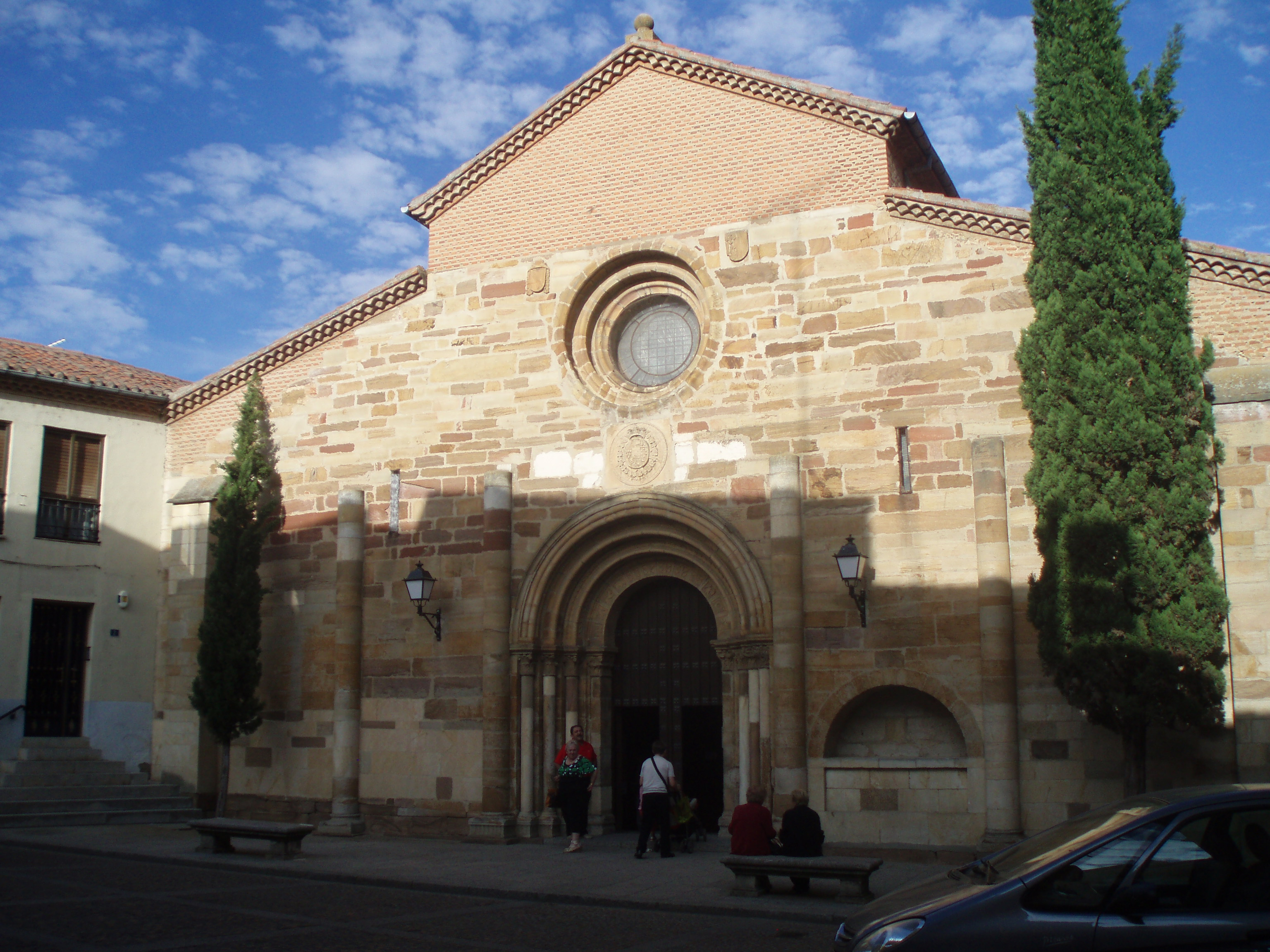
Церква Сан-Хуан
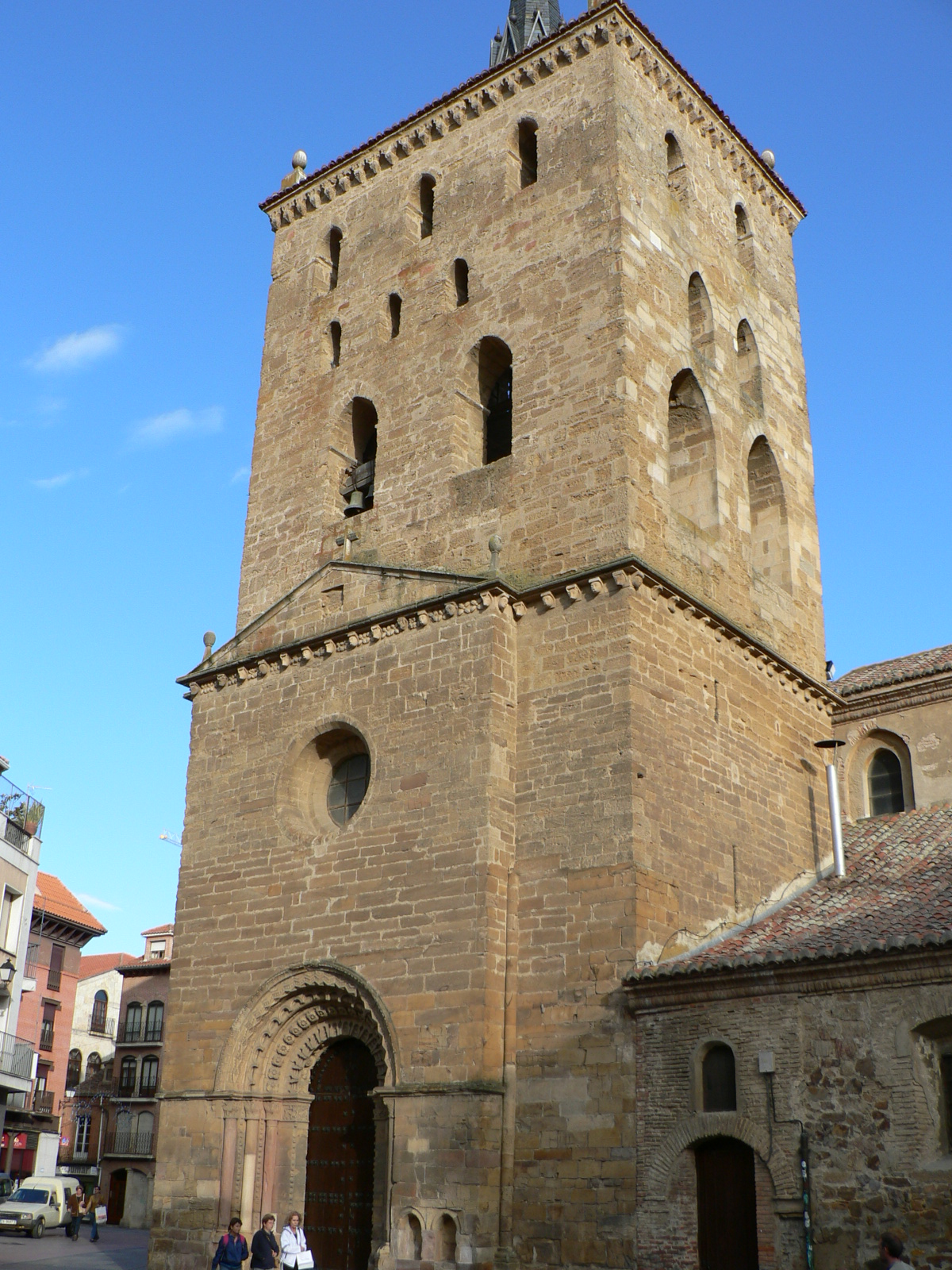
Церква Санта-Марія-де-Асоаге, Бенавенте
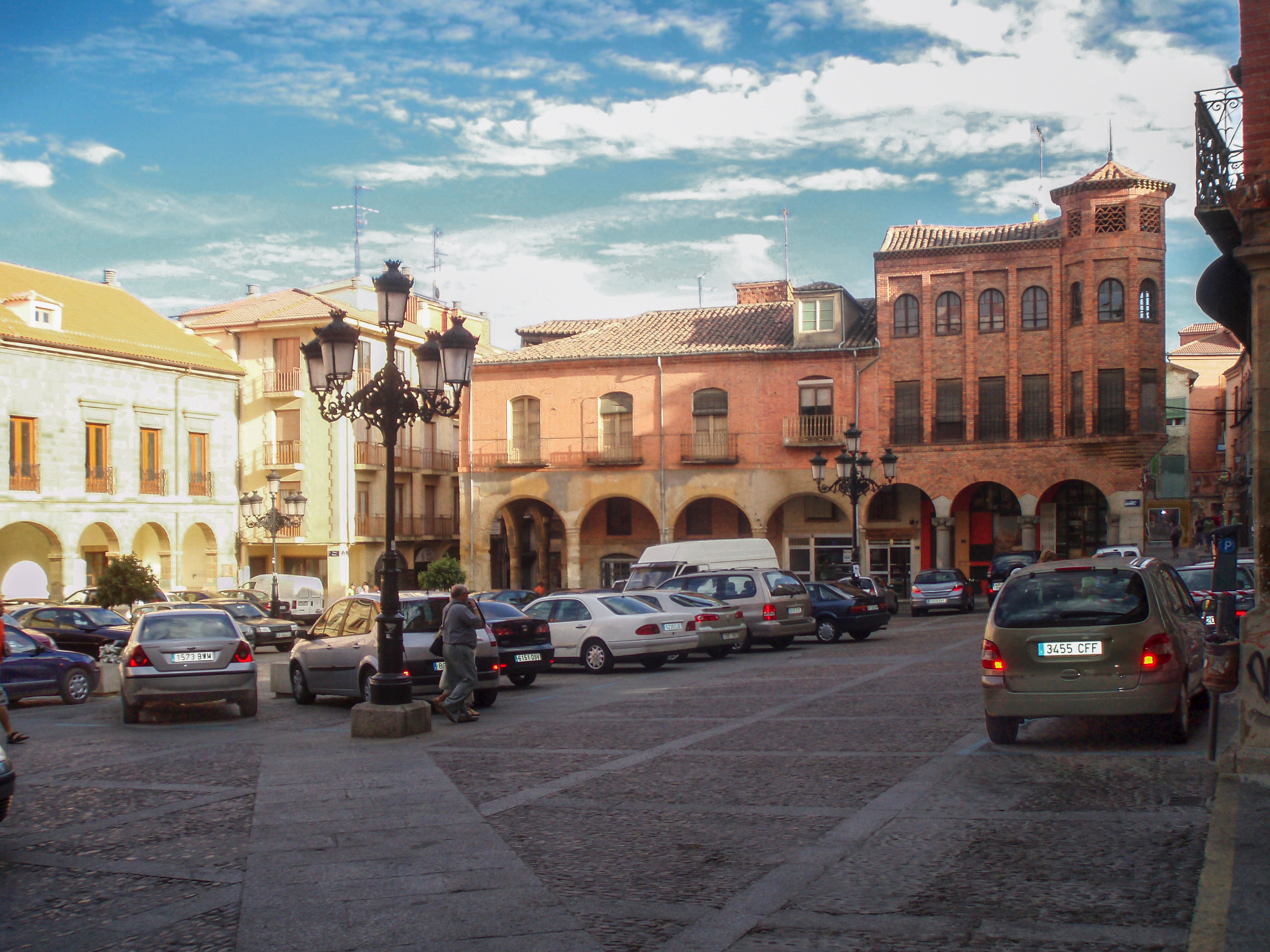
Площа, де розташована муніципальна рада Бенавенте